# 重久吉弘
重久 吉弘（しげひさ よしひろ、1933年（昭和8年）11月18日 - ）は、日本の実業家。日揮名誉顧問。日揮元代表取締役社長・会長・日揮グループ代表・相談役。旭日重光章受章。

## 略歴
- 宮崎県宮崎市出身[2]。宮崎県立宮崎大宮高等学校卒業[3]。
- 1957年（昭和32年）- 3月、慶應義塾大学文学部英文学科卒業。
- 1961年（昭和36年）- 1月、日本揮発油株式会社（現：日揮株式会社）入社[1]。
- 1984年（昭和59年）- 6月、取締役国際事業本部副本部長[1]。
- 1992年（平成4年）- 6月、取締役副社長[1]。
- 1994年（平成6年）- 6月、代表取締役副社長[1]。
- 1996年（平成8年）- 6月、代表取締役社長[1]。
- 2000年（平成12年）- 日本経済団体連合会 日本アルジェリア経済委員長[4]。
- 2001年（平成13年）- 11月、藍綬褒章受章。
- 2002年（平成14年）- 4月、（財）実吉奨学会（現日揮・実吉奨学会）理事長[1][5]。
  - 6月、代表取締役会長兼CEO就任[1]。
- 2008年（平成20年）- 4月、旭日重光章受章[6]。
- 2009年（平成21年）- 6月26日、日揮グループ代表 相談役に就任[7]。
- 2013年（平成25年）- 1月16日、アルジェリア人質事件が発生。
- 2016年（平成28年）- 6月29日、日揮名誉顧問に就任[8]。
- 2017年（平成29年） - ロシアの友好勲章を受章[9]。